# Konopnitsa
Konopnitsa ou Konopnica (en macédonien Конопница) est un village du nord-est de la Macédoine du Nord, situé dans la municipalité de Kriva Palanka. Le village comptait 1398 habitants en 2002.

## Démographie
Lors du recensement de 2002, le village comptait :
- Macédoniens : 1 395
- Serbes : 2
- Autres : 1